# Beltheimer Gericht
Das Beltheimer Gericht war ein Kondominium, das Teil des „Dreiherrischen Gebietes auf dem Hunsrück“ war und bis 1780 bestand. Es war ein Hochgericht und stand zuletzt unter der gemeinsamen Herrschaft von Kurtrier, dem Herzog von Pfalz-Zweibrücken (dieser bis 1776 in Gemeinschaft mit dem Markgrafen von Baden, beide als Grafen von Sponheim) und dem Freiherrn, später Grafen von Metternich-Winneburg-Beilstein.
Der Verwaltungsbezirk reichte vom nördlichen Hunsrück bis an die Mosel und lag im heutigen Rheinland-Pfalz.

## Gliederung
Nach dem Trierer Feuerbuch wurden im Jahr 1563 auf dem Gebiet des gesamten Beltheimer Gerichts insgesamt 383 Feuerstellen oder Familien gezählt, was bei einer durchschnittlichen Anzahl von vier bis fünf Familienangehörigen einer Einwohnerzahl von etwa 1700 entspricht.
| Ort           | Untertanen 1563 | Untertanen 1773 | überwiegend        | kam 1780 zu          | heute         |
| ------------- | --------------- | --------------- | ------------------ | -------------------- | ------------- |
| Beltheim      | 26              | 49              | sponheimisch (33)  | Kurtrier             | Beltheim      |
| Buch          | 49              | 69              | kurtrierisch (43)  | Pfalz-Zweibrücken    | Buch          |
| Burgen        | 55              | 80              | kurtrierisch (68)  | Kurtrier             | Burgen        |
| Dommershausen | 30              | 33              | waldeckisch (31)   | Metternich-Winneburg | Dommershausen |
| Eveshausen    | 10              | 16              | waldeckisch (14)   | Metternich-Winneburg | Dommershausen |
| Lahr          | 11              | 22              | beilsteinisch (11) | Kurtrier             | Lahr          |
| Lieg          | 31              | 41              | sponheimisch (21)  | Kurtrier             | Lieg          |
| Macken        | 30              | 31              | waldeckisch (30)   | Metternich-Winneburg | Macken        |
| Mörsdorf      | 64              | 95              | kurtrierisch (55)  | Pfalz-Zweibrücken    | Mörsdorf      |
| Mörz          | 7               | 14              | kurtrierisch (8)   | Pfalz-Zweibrücken    | Buch          |
| Petershausen  | 1               | 1               | kurtrierisch (1)   | Kurtrier             | Zilshausen    |
| Sabershausen  | 25              | 24              | waldeckisch (16)   | Kurtrier             | Dommershausen |
| Uhler         | 21              | 32              | sponheimisch (31)  | Pfalz-Zweibrücken    | Uhler         |
| Zilshausen    | 23              | 29              | sponheimisch (12)  | Kurtrier             | Zilshausen    |

Nach einer Aufstellung aus dem Jahr 1773 ergab sich hinsichtlich der Zugehörigkeit der Untertanen und Beisassen folgende Gliederung:
| Landesherr            | Verwaltung              | Untertanen | Beisassen |
| --------------------- | ----------------------- | ---------- | --------- |
| Kurtrier              | Amt Baldeneck           | 196        | 55        |
| Grafschaft Sponheim   | Heyweiler Pflege        | 39         | –         |
| Grafschaft Sponheim   | Hirtische Pflege        | 52         | 10        |
| Grafschaft Sponheim   | Beller Pflege           | 31         | 2         |
| Grafschaft Sponheim   | Bürgerschaft Kastellaun | 31         | 1         |
| Herrschaft Winneburg  |                         | 29         | 10        |
| Herrschaft Bassenheim |                         | 7          | –         |
| Herrschaft Waldeck    |                         | 103        | 2         |

## Geschichte
Das Beltheimer Gericht gehört zu den sogenannten Pellenzgerichten. Aus dem Namen lässt sich die ehemalige Zugehörigkeit zur rheinischen Pfalzgrafschaft ablesen. Im 13. Jahrhundert verdrängten die Erzbischöfe von Köln und Trier den Pfalzgrafen aus dieser Position nach Süden. Nach den Beltheimer Hochgerichtsweistümern aus den Jahren 1377, 1411 und 1472 sowie dem Trierer Feuerbuch von 1563 war an und auf dem Beltheimer Gericht der Erzbischof von Trier der oberste Herr und der „Richter über Hals und Haupt aller Leute“, an anderer Stelle: „Richter über Hals und Bauch“. Dem Herrn von Winneburg (1377 der von Braunshorn, zuletzt von Metternich) war das Amt des „Vordingers“ des Gerichts, d. h. erster oder vorsitzender Richter, zugewiesen. Die Grafen von Sponheim (als Rechtsnachfolger der Herren der „Hinterburg zu Waldeck, die man Niederburg nennt“) waren „Behälter“  des Gerichts, d. h., sie hatten einen Gefangenen bis zum nächsten Gerichtstag auf der Burg Waldeck in Haft zu halten. Der Kurfürst von Trier erhielt die Hälfte, Winneburg und Sponheim je ein Viertel der Gerichtseinkünfte. Bei einer Hinrichtung stellte der Kurfürst zwölf bewaffnete Leute, Winneburg und Sponheim je sechs.
Die drei Gerichtsherren ließen sich zu Beltheim durch drei Vögte vertreten, von denen aber nur der des Herren von Winneburg reden durfte, er war der „Dingvogt“, die beiden anderen waren „schweigende Vögte“ (swygen voigde). Als Schöffen fungierten die Heimburgen der 14 Dörfer, jedes Dorf hatte für die Niedere Gerichtsbarkeit ein „Heimgericht“. Bezüglich der Schöffen war festgelegt, dass Kurtrier sieben, Sponheim vier und Winneburg drei zu bestimmen habe. Als Sprecher der Heimburgen werden 1563 die der drei Dingdörfer Beltheim, Ohweiler (Uhler) und Sabershausen genannt. Steuer und Schatzung wurden nicht geteilt, jeder Untertan oder Hintersasse seinem Herrn gegenüber abgabepflichtig.
Aus den gemeinschaftlich auszuübenden Befugnissen der drei Gerichtsherren hatte sich später ein vollständiges Kondominium entwickelt, von dem Kurtrier die Hälfte, Sponheim und Winneburg je ein Viertel besaßen. Am 3. April 1573 erließen die Hochgerichtsherren zu Beltheim, der Kurfürst Jakob III. von Trier (1510–1581), der Pfalzgraf Johann bei Rhein (1543–1592), der Markgraf Philipp von Baden (1559–1588), beide als Grafen von Sponheim, und der Freiherr Philipp der Ältere von Winneburg-Beilstein († 1583) eine gemeinschaftliche Verordnung wegen der Herstellung der Ordnung im Belheimer Gericht, Anstellung der Schöffen und Beamten, Einführung der Constitutio Criminalis Carolina, Abstellung von Missbräuchen bei Erbschaftssachen, Errichtung eines Appellationsgerichtes in Koblenz, bestehend aus einem gemeinschaftlich zu ernennenden Kommissar, zwei kurtrierischen und jeweils einem sponheimischen und winneburgischen Beisitzer.
Am 15. Dezember 1780 erfolgte die Teilung des Dreiherrischen Gebietes. Vom Beltheimer Gericht erhielt Kurtrier die Ortschaften Beltheim, Burgen, Lahr, Lieg, Sabershausen und Zilshausen nebst dem Petershauser Hof. Pfalz-Zweibrücken, seit der Teilung der Hinteren Grafschaft Sponheim vom 27. September 1776 alleiniger Besitzer der sponheimischen Anteile im „Dreiherrischen“, erhielt Buch, Mörsdorf, Mörz und Uhler; nur der zum Teil auf Uhler Bann gelegene Baldenecker Burgfrieden blieb Kurtrier vorbehalten. Der Graf von Metternich-Winneburg-Beilstein erhielt die Dörfer Dommershausen, Eveshausen und Macken.
Ihren Abschluss fand die Teilung im August 1783 durch drei aufwändige Huldigungszeremonien mit Volksfestcharakter in Zell (18. August), Kastellaun (21. August) und Beltheim (26. August), die von dem damaligen Engelporter Prior Dionysius Schüppen in einem beeindruckenden Augenzeugenbericht überliefert wurden.
Nach der Einnahme des Linken Rheinufers durch französische Revolutionstruppen (1794) kam das Gebiet zu Frankreich, danach aufgrund der auf dem Wiener Kongress (1815) getroffenen Vereinbarungen zum Königreich Preußen. Heute gehören die Ortschaften Burgen und Macken zum Landkreis Mayen-Koblenz, Lieg zum Landkreis Cochem-Zell, alle übrigen Ortschaften zum Rhein-Hunsrück-Kreis.